# Полубинские
Полу́бинские или Полу́бенские — княжеский, ныне утративший титул, род герба Ястржембец, происходящий, по мнению старых польских геральдиков, от князя полоцкого и псковского Андрея Ольгердовича (умер в 1399), старшего сына великого князя литовского Ольгерда Гедиминовича (1345—1377). 
Первым упоминается из этого рода князь Андрей Фёдорович Полубинский, в конце XV в. Один из его сыновей, князь Василий Полубинский (умер в 1550), был маршалком Великого княжества Литовского, наместником владимирским и старостой мстиславским, а другой, Иван Андреевич (умер в 1556) — маршалком господарским. 
Александр Иванович Полубинский (умер до 1608), один из сыновей Ивана, был старостой вольмарским и каштеляном новогрудским. Он похвалялся перед Иваном Грозным происхождением от Палемона, на что русский царь язвительно отвечал в своём письме::

А пишешь, что ты — Палемонова рода, так ведь ты — полоумова рода, потому что завладел государством, а удержать его под своей властью не сумел, сам попал в холопы к чужому роду.
Князь Константин Александрович Полубинский (умер в 1640) был воеводою парнавским, его сын Александр-Гилярий (1626—1679) — маршалком великим литовским и генеральным старостой жмудским. Князь Дмитрий Самуил Полубинский (умер в 1688) был воеводой новогрудским. Ежи Антоний Полубиньский (1735-1793) был Великим духовным секретарём Великого княжества Литовского (1782-1793) 
В конце XVII века Полубинские перестали именоваться князьями. Род этот, разделившийся на несколько ветвей, внесен в VI и I ч. родословных книг Витебской, Гродненской, Киевской, Ковенской и Могилевской губ.

## Источник
1. ↑  Послание Полубенскому. Дата обращения: 11 февраля 2013. Архивировано 14 февраля 2013 года.

- Полубинские // Энциклопедический словарь Брокгауза и Ефрона : в 86 т. (82 т. и 4 доп.). — СПб., 1890—1907.